# Sana'i
Sana'i, pseudonym för Hakim Abul-Majd Majdud ibn Adam (persiska: حکیم ابوالمجد مجدود ‌بن آدم سنایی), död 1131, persisk poet och predikant. Sana'i var den första stora sufiska poeten på persiska. Han levde i staden Ghazna i nuvarande Afghanistan på 1100-talet. Jalal al-din Rumi betraktade Sana'i, tillsammans med Farid al-din Attar, som sin kanske främsta inspirationskälla. Sana'is främsta verk är Sanningens trädgård (Hadiqat al-haqiqah) (persiska: حدیقه الحقیقه و شریعه الطریقه). Detta verk finns översatt till svenska av Eric Hermelin med titeln Hadiqat (Lund, 1928). Sana'is lyrik finns bevarad i hans Diwan eller diktsamling som omfattar ca 30.000 verser. 
Sana'i var hovpoet hos den ghaznavidiske härskaren Bahram-Shah som styrde 1118-1152. Det sägs att han följde med Bahram-Shah på dennes expedition till Indien. I Indien berättas att Sana'i träffade den indiska sufin, kärleksdåren Lai-Khur. Sana'i lämnade emellertid sin karriär vid hovet efter att han omvänts till sufismen.